# 相模原市立上鶴間中学校
相模原市立上鶴間中学校（さがみはらしりつ かみつるまちゅうがっこう）は、神奈川県相模原市南区上鶴間四丁目にある公立中学校。

## 概要
小田急江ノ島線の東林間駅近くに立地している。校歌は作詞江間章子、作曲團伊玖磨という大家の手になるものである。

## 沿革
- 1971年 - 開校

## 通学区域
- 相模原市南区[1]
  - 上鶴間1丁目7番~26番・32番1号~8号・33番~35番・36番9号~46番
  - 上鶴間2丁目
  - 上鶴間3丁目
  - 上鶴間4丁目
  - 上鶴間5丁目
  - 上鶴間6丁目2番~11番・16番~31番
  - 上鶴間7丁目
  - 東林間4丁目1番~37番・42番
  - 東林間5丁目
  - 東林間6丁目1番~20番4号・15号~22号・    21番30号~37号・23番14号~31号・24番~26番 3号・20号~29号・27番

## 進学前小学校
- 相模原市南区
  - 相模原市立上鶴間小学校（一部は相模原市立東林中学校へ）
  - 相模原市立くぬぎ台小学校
  - 相模原市立南大野小学校（一部は相模原市立新町中学校へ）

## 進路
進学先公立高等学校としては、旧大和座間綾瀬学区に立地する高校および東急田園都市線、小田急江ノ島線沿線の高校が想定される。
- 旧大和座間綾瀬学区に立地
  - 神奈川県立大和高等学校
  - 神奈川県立大和南高等学校
  - 神奈川県立大和東高等学校
  - 神奈川県立大和西高等学校
  - 神奈川県立座間高等学校
  - 神奈川県立座間総合高等学校
  - 神奈川県立綾瀬高等学校
  - 神奈川県立綾瀬西高等学校

- 東急田園都市線沿線（徒歩圏）
  - 神奈川県立市ヶ尾高等学校

- 小田急江ノ島線沿線（徒歩圏）
  - 神奈川県立相模大野高等学校
  - 神奈川県立神奈川総合産業高等学校
  - 神奈川県立藤沢総合高等学校
  - 神奈川県立湘南台高等学校
  - 神奈川県立湘南高等学校

## 交通
- 小田急江ノ島線東林間駅徒歩9分

## 著名な卒業生
〔出典：〕
- 原辰徳 - プロ野球監督、元プロ野球選手（1期生）
- 渡辺伸治 - 元プロ野球選手（6期生）
- 山中博一 - 元プロ野球選手（6期生）
- 六角精児 - 俳優・タレント（5期生）
- 田口淳之介 - 歌手・俳優・タレント・YouTuber・プロ雀士（28期生）
- 麻路さき - 元宝塚歌劇団星組トップスター（8期生）
- 井上尚登 - 小説家・推理作家（1期生）
- 阿部薫 - ドラマー・スタジオ・ミュージシャン・写真家（1期生）
- 渡辺祐 - エディター・ライター・ラジオパーソナリティ（2期生）
- 稲葉友 - 俳優（35期生）
- 後藤祐一 - 政治家、元通産・経産官僚（11期生）